# Celso Furtado
Celso Monteiro Furtado (Pombal, 26 de julio de 1920 - Río de Janeiro, 20 de noviembre de 2004) fue uno de los economistas más influyentes en la historia brasileña y latinoamericana. 
Su trabajo se centró en el desarrollo y el subdesarrollo, y en la persistencia de la pobreza en los países periféricos de todo el mundo. Se le considera, junto con Raúl Prebisch, como uno de los principales formuladores del estructuralismo económico, una escuela de economía que se identifica ampliamente con la CEPAL, que alcanzó prominencia en América Latina y otras regiones durante los años sesenta y setenta, y buscó estimular el desarrollo económico a través de la intervención gubernamental, inspirada en gran medida en la visión de John Maynard Keynes. Como político, Furtado fue nombrado Ministro de Planificación (gobierno de Goulart) y Ministro de Cultura (gobierno de Sarney).

## Biografía
Nacido en Pombal, ciudad de la región semiárida del estado de Paraíba, Celso Furtado se trasladó a Río de Janeiro en 1939 para estudiar Derecho y se graduó en la Universidad Federal de Río de Janeiro (UFRJ) en 1944. Ese mismo año fue reclutado por la Fuerza Expedicionaria Brasileña para luchar en Italia, durante la Segunda Guerra Mundial, junto a los Aliados. La visión de países destruidos en la Europa de la posguerra tuvo un profundo impacto en él, lo que llevó a la decisión de estudiar Economía: se inscribió en un programa de doctorado en la Universidad de París (Sorbona), en 1946, y presentó una tesis sobre la economía de Brasil durante el período colonial. 

En 1949, se trasladó a Santiago de Chile, donde se incorporó al equipo de la recién creada Comisión Económica de las Naciones Unidas para América Latina y el Caribe (CEPAL), encabezada por el economista argentino Raúl Prebisch . Mientras trabajaban en la CEPAL, Furtado y Prebisch fueron decisivos para la formulación de políticas socioeconómicas para el desarrollo de América Latina que enfatizaron la industrialización y la sustitución de importaciones, conocidas con el nombre de desarrollismo o estructuralismo.

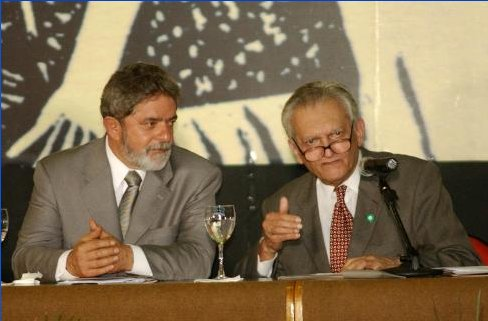
Celso Furtado (derecha) con el presidente brasileño Lula da Silva (2003).

A su regreso a Brasil en 1959, publicó su libro más famoso Formação Econômica do Brasil y fue nombrado director del Banco de Desarrollo de Brasil (BNDE), a cargo de cuestiones relativas a los estados de la región noreste, que son pobres y se enfrentan a sequías crónicas y desertificación. Durante este período, desarrolló un plan que dio como resultado la creación de la Superintendência do Desenvolvimento do Nordeste(Sudene), una agencia gubernamental que trabajó para estimular el crecimiento económico en esa región y fue nombrado por el presidente brasileño Juscelino Kubitschek (1956- 1961) como su primer director. Durante el gobierno del presidente João Goulart (1961-1964), Furtado fue nombrado ministro de Planificación y fue responsable del Plan Trienal de Desarrollo de Brasil. 
Furtado también fue uno de los fundadores de la Conferencia de las Naciones Unidas sobre Comercio y Desarrollo (UNCTAD), un organismo intergubernamental creado en 1964, cuyo trabajo se centra en cuestiones relacionadas con el desarrollo y las asimetrías del comercio internacional.
Con el golpe de Estado militar brasileño en 1964, fue forzado al exilio y trabajó como profesor en la Universidad de Yale, en los Estados Unidos, y más tarde en la Universidad de Cambridge y la Universidad de París (Sorbonne), en Francia. Después de la Ley de Amnistía, en 1979, regresó a Brasil y fue nombrado Embajador de Brasil en la CEE, en Bruselas (1985-1986) y Ministro de Cultura en el gobierno del presidente José Sarney (1985-1990). 
En 2004, año de su muerte, Celso Furtado fue nominado al Premio en Ciencias Económicas en memoria de Alfred Nobel. Furtado publicó más de 30 libros, muchos de ellos traducidos a 11 idiomas.
Fue elegido miembro de la Academia Brasileña de Letras en 1997, sucediendo al antropólogo Darcy Ribeiro. Murió en Río de Janeiro el 20 de noviembre de 2004.
El 20 de noviembre de 2005, el Centro Internacional de Políticas de Desarrollo Celso Furtado (CICEF) fue creado por académicos e intelectuales, buscando consolidar la relevancia del pensamiento de Furtado. Cuatro años después, el 25 de septiembre de 2009,  se inauguró en Río de Janeiro la Biblioteca Celso Furtado. En 2019, su fondo bibliográfico y documental ha sido donado al Instituto de Estudios Brasileños - IEB de la Universidad de São Paulo.

## Libros Publicados
- Contos da vida expedicionária – de Nápoles a Paris. RJ, Zelio Valverde, 1946
- A economia brasileira. RJ, A Noite, 1954
- Uma economia dependente. RJ, Ministério da Educação e Cultura, 1956
- Perspectivas da economia brasileira. RJ, Instituto Superior de Estudos Brasileiros, 1958
- Formação econômica do Brasil. RJ, Fundo de Cultura, 1959
- A Operação Nordeste. RJ, Instituto Superior de Estudos Brasileiros, 1959
- Uma política de desenvolvimento econômico para o Nordeste. RJ, Imprensa Nacional, 1959
- Desenvolvimento e subdesenvolvimento. RJ, Fundo de Cultura, 1961
- Subdesenvolvimento e Estado democrático. Recife, Condepe, 1962
- A pré-revolução brasileira. RJ, Fundo de Cultura, 1962
- Dialética do desenvolvimento. RJ, Fundo de Cultura, 1964
- Subdesenvolvimento e estagnação na América Latina. RJ, Civilização Brasileira, 1966.
- Teoria e política do desenvolvimento econômico. SP, Editora Nacional, 1967
- Um projeto para o Brasil. RJ, Saga, 1968
- Formação econômica da América Latina. RJ, Lia Editora, 1969
- Análise do "modelo" brasileiro. RJ, Civilização Brasileira, 1972
- A hegemonia dos Estados Unidos e o subdesenvolvimento da América Latina. RJ, Civilização Brasileira, 1973
- O mito do desenvolvimento econômico. RJ, Paz e Terra, 1974
- A economia latino-americana. SP, Editora Nacional, 1976
- Criatividade e dependência na civilização industrial. RJ, Paz e Terra, 1978
- O Brasil pós-"milagre". RJ, Paz e Terra, 1981
- A nova dependência, dívida externa e monetarismo. RJ, Paz e Terra, 1982
- Não à recessão e ao desemprego. RJ, Paz e Terra, 1983
- Cultura e desenvolvimento em época de crise. RJ, Paz e Terra, 1984
- A fantasia organizada. RJ, Paz e Terra, 1985
- A fantasia desfeita. SP, Paz e Terra, 1989
- Transformação e crise na economia mundial. SP, Paz e Terra, 1987
- ABC da dívida externa. SP, Paz e Terra, 1989
- Os ares do mundo. SP, Paz e Terra, 1991
- Brasil, a construção interrompida. SP, Paz e Terra, 1992
- Obra autobiográfica de Celso Furtado, 3 vol., ed. de Rosa Freire d'Aguiar. SP, Paz e Terra, 1997
- O capitalismo global. SP, Paz e Terra, 1998
- O longo amanhecer. SP, Paz e Terra, 1999
- Em busca de um novo modelo. SP, Paz e Terra, 2002

## Libros Traducidos para el Español
- Economía colonial en Brasil en los siglos XVI y XVII. Trad.: Regina Crespo y Rodolfo Mata. México: Universidad de la Ciudad de México. 2003.
- En busca de un nuevo modelo. Trad.: Juan Ferguson. Buenos Aires: Fondo de Cultura Económica. 2003.
- El capitalismo global. Trad.: Jorge Navarrete. México: Fondo de Cultura Económica. 1998.
- Los vientos del cambio. Trad.: Stella Mastrangelo. México: Fondo de Cultura Económica. 1993.
- Brasil, la construcción interrumpida. Trad.: Stella Mastrangelo. México: Fondo de Cultura Económica. 1992.
- Economía mundial – transformación y crisis. Trad.: Jorge R. Pulecio. Bogotá: Tercer Mundo Editores. 1990.
- La fantasia organizada. Trad.: E. Osta Ptak. Buenos Aires: EUDEBA. 1988.
- ______. Bogotá: Tercer Mundo Editores. 1989.
- La nueva dependencia. Trad.: O. Castillo. Buenos Aires: Centro Editor de America Latina. 1985.
- No a la recesión y al desempleo. Trad.: G. Rozenwurcel & J.Dreizan. Buenos Aires: Paz e Terra. 1984.
- El Brasil despues del “milagro”. Trad.: Stella Mastrangelo. México: Fondo de Cultura Económica. 1983.
- Breve introducción al desarrollo. Trad.: Stella Mastrangelo. México: Fondo de Cultura Económica. 1983.
- El subdesarrollo latinoamericano. México: Fondo de Cultura Económica. 1982.
- Creatividad y dependencia. Trad.: Martí Soler. México: Siglo XXI. 1979.
- Prefacio a una nueva economía política. Trad.: Stella Mastrangelo. México: Siglo XXI. 1976.
- El desarrollo económico: un mito. Trad.: Stella Mastrangelo. México: Siglo XXI. 1975.
- Análisis del “modelo”brasileño. Trad.: Estela dos Santos. Buenos Aires: Centro Editor de America Latina. 1972.
- El poder económico: Estados Unidos y América. Trad.: Rosa Cusminsky. Buenos Aires: Centro Editor de America Latina. 1971.
- Dos análisis de la economía latinoamericana. Trad.: Rosa Cusminsky. Buenos Aires: Centro Editor de America Latina. 1971.
- Los Estados Unidos y el subdesarrollo de America Latina. Lima: Campodonico. 1971.
- La hegemonia de los Estados Unidos y America Latina. Trad.: Raúl Rosenbuj. Barcelona-Madri: Edicusa. 1971.
- La economía latinoamericana — desde la Conquista Ibérica hasta la Revolución Cubana (1970). Trad.: A. Gimpel Smith. Santiago do Chile: Editorial Universitária. 1970.
- ______. Trad.: A. Gimpel Smith & S. Mastrangelo. México: Siglo XXI.1971.
- Breve história económica de América Latina. Trad: A. Gimpel Smith. Havana: Guairas. 1972.
- Teoría y política del desarrollo económico. Trad.: F. de Oliveira & M. Soler. México: Siglo XXI. 1968.
- Subdesarrollo y estancamiento en America Latina. Trad.: S. Chuahy. Buenos Aires: EUDEBA. 1966.
- Brasil en la encrucijada histórica. Trad.: O. Durán. Barcelona: Nova Terra. 1966.
- Dialéctica del desarrollo. Trad.: Benjamin Hopenhayn. México: Fondo de Cultura Económica. 1965.
- Desarrollo y subdesarrollo. Trad.: Ana O’Neill. Buenos Aires: EUDEBA. 1964.
- Formación económica del Brasil. Trad.: Demetrio Aguilera Malta. México: Fondo de Cultura Económica. 1962.
- ______. Tradução: Demetrio Aguilera Malta; Prefácio: Rosa Freire d'Aguiar Furtado. Brasília, D.F.: Fundação Alexandre de Gusmão. 2010.